# Maria-Joëlle Conjungo
Maria-Joëlle Conjungo (sinh ngày 14 tháng 7 năm 1975 tại Bangui) là một vận động viên đã nghỉ hưu từ Cộng hòa Trung Phi, người chuyên vượt rào 100 mét. Cô đã thi đấu tại hai Thế vận hội Olympic liên tiếp, bắt đầu từ năm 2000, mà không lọt vào vòng thứ hai.
Điểm tốt nhất cá nhân của cô là 13,51 (vượt rào 100 m) và 8,38 (vượt rào 60 m) là những kỷ lục quốc gia hiện tại. Anh trai của cô, Mickaël Conjungo, cũng là người giữ kỷ lục quốc gia.

## Kỷ lục cuộc thi
| Năm                        | Giải đấu                   | Địa điểm                   | Thứ hạng                   | Nội dung                   | Chú thích                  |
| Representing the Trung Phi | Representing the Trung Phi | Representing the Trung Phi | Representing the Trung Phi | Representing the Trung Phi | Representing the Trung Phi |
| -------------------------- | -------------------------- | -------------------------- | -------------------------- | -------------------------- | -------------------------- |
| 1999                       | World Indoor Championships | Maebashi, Japan            | 19th (h)                   | 60 m hurdles               | 8.65                       |
| 1999                       | Universiade                | Palma de Mallorca, Spain   | 20th (h)                   | 100 m hurdles              | 14.31                      |
| 1999                       | World Championships        | Seville, Spain             | 38th (h)                   | 100 m hurdles              | 13.89                      |
| 1999                       | All-Africa Games           | Johannesburg, South Africa | 8th                        | 100 m hurdles              | 14.42                      |
| 2000                       | African Championships      | Algiers, Algeria           | 3rd                        | 100 m hurdles              | 13.77                      |
| 2000                       | Olympic Games              | Sydney, Australia          | 35th (h)                   | 100 m hurdles              | 13.95                      |
| 2001                       | World Indoor Championships | Lisbon, Portugal           | 24th (h)                   | 60 m hurdles               | 8.47                       |
| 2003                       | World Championships        | Paris, France              | 33rd (h)                   | 100 m hurdles              | 13.51                      |
| 2003                       | All-Africa Games           | Abuja, Nigeria             | 4th                        | 100 m hurdles              | 13.71                      |
| 2003                       | Afro-Asian Games           | Hyderabad, India           | 6th                        | 100 m hurdles              | 13.94                      |
| 2004                       | Olympic Games              | Athens, Greece             | 36th (h)                   | 100 m hurdles              | 14.24                      |